# Slag bij Lesnaja
De slag bij Lesnaja speelde zich af op 28 september 1708 en was een belangrijke veldslag in de Grote Noordse Oorlog. De veldslag speelde zich af in de nabijheid van het dorpje Lesnaja. Toen lag dat in Polen-Litouwen, nu in Wit-Rusland (in de buurt van hedendaags Mahiljow).
De Russische troepen stonden tegenover de Zweedse troepen van Adam Ludwig Loewenhaupt. Het doel van de slag was de troepen van Loewenhaupt te verslaan, zodat ze de hoofdtroepen van Karel XII niet van manschappen en materialen (voedsel en munitie) konden voorzien. Ondertussen kon Karel XII met zijn leger geen kant uit, hij had de munitie broodnodig. Zo bleef hij van 8 juli tot 15 september inactief, hoewel juist deze maanden golden als de beste om campagne te voeren. 
Loewenhaupt voerde het bevel over de beste troepen van Zweden, die in de havenstad Riga hun kamp opgeslagen hadden. In de zomer van 1708 trok Loewenhaupt met zijn troepen op bevel van Karel XII in zuidelijke richting, om zich bij de troepen van Karel XII in Polen te voegen. Karel XII verwachtte de troepen van Loewenhaupt met munitie en uitrustingen om daarna Moskou aan te vallen.
De voorbereidingen voor het vertrek van Loewenhaupts troepen duurde langer dan verwacht, want de nodige versterkingen kwamen te laat. Na wekenlang wachten besloot Karel XII een invasie in Oekraïne te wagen. Hij gaf zijn troepen de instructies te vertrekken op 15 september. Loewenhaupt en zijn troepen waren op dit moment maar 80 mijl van de troepen van Karel XII verwijderd.
Deze wending was cruciaal voor de oorlog: Peter I gaf meteen de opdracht om het (kleinere) leger van Loewenhaupt aan te vallen, voor het verenigd geraakte met de hoofdtroepen van Karel XII. De Russen zetten een snel manoeuvre op om Loewenhaupts troepen de weg te versperren. Dit verraste Loewenhaupt. Hij beval meteen de troepen om zich voor te bereiden op een veldslag. Op de dag van de aanval stak er een hevige sneeuwstorm op, in september, wat zelfs zeer ongewoon was voor Russische weersomstandigheden. De Zweedse troepen konden niet vechten in zulke omstandigheden, ze waren snel gedesoriënteerd en gedesorganiseerd. Loewenhaupt beval de terugtocht. Hij gaf zelfs de opdracht de munitie voor de hoofdtroepen van Karel XII en voedselvoorraden in brand te steken. De Zweden verloren ongeveer 6500 soldaten, waarvan ongeveer de helft gevangengenomen werd. De veldslag, begonnen om 8 uur 's morgens, duurde amper 12 uur. De rest van de Zweedse troepen bereikte het leger van Karel XII pas op 8 oktober, zonder wapens. Ze waren eerder een last dan een hulp voor Karel XII.
De slag bij Lesnaja had een grote moraliserende impact bij de Russen vermits de troepen van Loewenhaupt golden als de sterkste troepen van het Zweedse leger.
Peter I beweerde over de slag bij Lesnaja: "De slag bij Lesnaja is de moeder van de slag bij Poltava".